# Sporohalobacter
Sporohalobacter es un género de bacterias anaerobias pertenecientes a la  familia Haloanaerobiaceae. Es una bacteria formadora de esporas que crece en ambientes hipersalinos.
Contiene dos especies:
- Sporohalobacter lortetii
- Sporohalobacter salinus